# Montigny-en-Ostrevent
Montigny-en-Ostrevent is een gemeente in het Franse Noorderdepartement (Frans: département du Nord) (regio Hauts-de-France). De plaats maakt deel uit van het arrondissement Douai. Montigny-en-Ostrevent telde op 1 januari 2022 4.588 inwoners.

## Geografie
De oppervlakte van Montigny-en-Ostrevent bedroeg op 1 januari 2022 5,42 vierkante kilometer; de bevolkingsdichtheid was toen 846,5 inwoners per km².

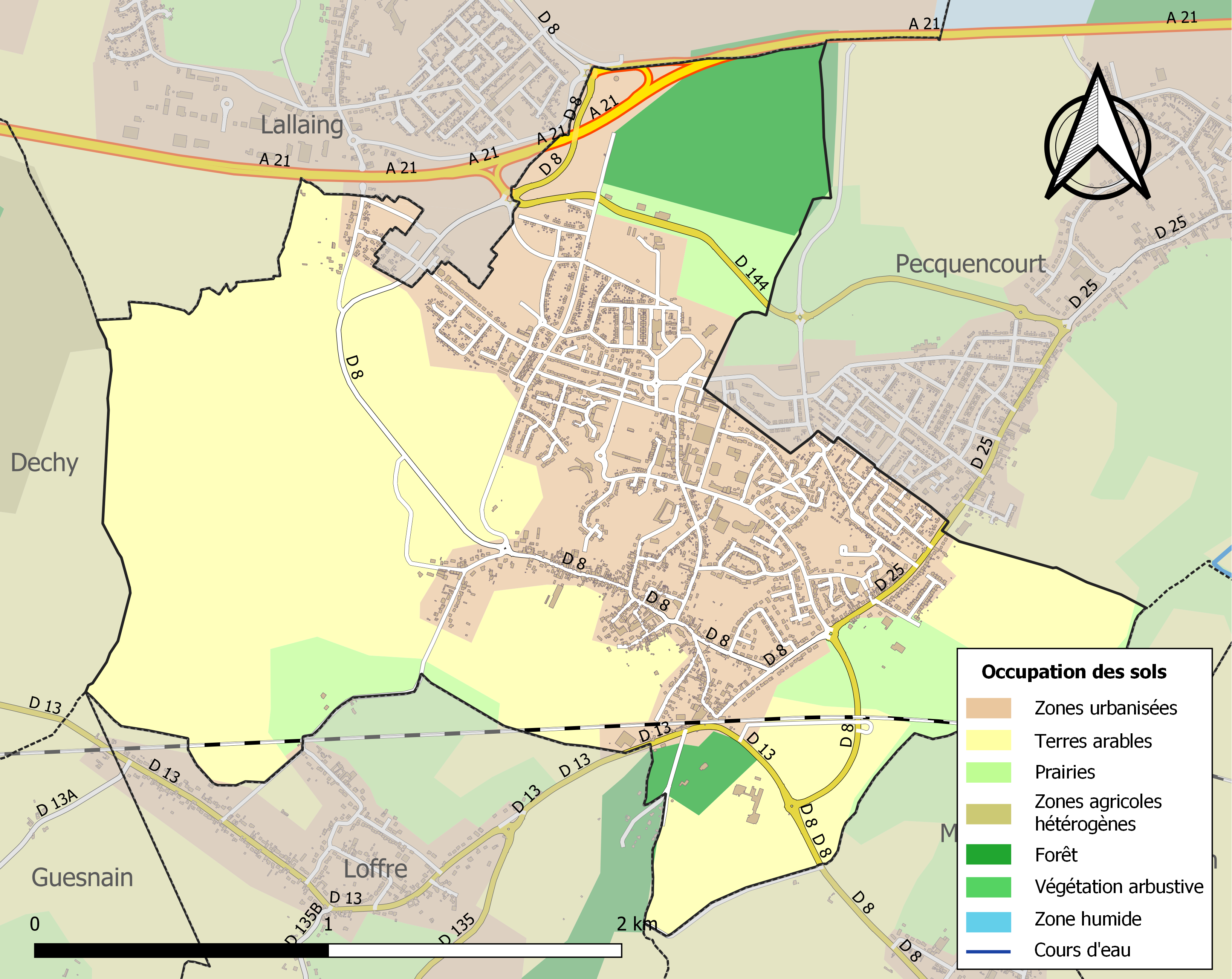
Kaart van de gemeente met belangrijkste infrastructuur, bodemgebruik en omliggende gemeenten

## Verkeer en vervoer
In de gemeente ligt spoorwegstation Montigny-en-Ostrevent.

## Demografie
Onderstaande figuur toont het verloop van het inwonertal (bron: INSEE-tellingen).